# Яхничів (зупинний пункт)
Яхничів — зупинний пункт Ізюмського напрямку. Розташований між зупинним пунктом Підгірки та станцією Букине. Пункт розташований поблизу з селом Діброва Ізюмського району. На пункті зупиняються лише приміські потяги. Пункт відноситься до Харківської дирекції Південної залізниці.
Відстань до станції Основа — 134 км.